# Рубрика (інтернет-видання)
«Рубрика» (англ. Rubryka) — українське суспільно-політичне Інтернет-ЗМІ, що працює у форматі журналістики рішень, а також висвітлює актуальні події України та світу.
Сайт доступний українською, англійською та російською мовами. 
Засновниця та головна редакторка — Анастасія Руденко.

## Історія
У 2018 році «Рубрику» заснувала Анастасія Руденко, яка стала головною редакторкою видання. 
Вихід онлайн відбувся 22 березня того ж року. Онлайн-медіа було створено як суспільно-політичне видання з акцентом на питаннях екології, урбанізму та правах жінок.
В українському медіапросторі «Рубрику» відзначають як видання з високими журналістськими стандартами та орієнтацію на медійну грамотність.
З 2020 року «Рубрика» позиціює себе як медіа рішень — видання стало першим в Україні, що сповідує принципи журналістики рішень.
Фокус не лише на проблемах, але і на тому, як їх вирішувати, став ключовим у роботі видання.
У вересні 2020 року до україно- та російськомовної версії сайту додалася англомовна версія.
«Рубрика» є медіапартнером для заходів, де теж шукають розв'язання проблем. Серед них Національний конкурс IT-рішень для громад Східної України, онлайн хакатон Hack for Locals, Київський інвестиційний форум та Міжнародний IT форум.

## Концепт
Видання працює у напрямку і форматі журналістики рішень, що фокусується на відповідях на соціальні питання, а також на самі проблеми. Історії, розказані в цьому форматі, передбачають пояснення, як і чому певні рішення працюють або не працюють, з чим стикнулися герої і якими стали результати, а також як таке рішення можна масштабувати.

## Структура сайту і рубрики
Що відбувається — актуальні матеріали про політику, економіку тощо.
ЕкоРубрика — спецпроєкт «Рубрики» про екологічні проблеми України та світу і рішення у відповідь на них. Крім того, у рамках проєкту було відзнято серію фільмів про екологічні проблеми України, про затоплені шахти Донбасу, стан українських ґрунтів тощо.
Небайдужа — рубрика про і для соціально активних жінок. У рамках рубрики «Небайдужа» взято десятки інтерв'ю у відомих українок — Яніни Соколової, Ольги Айвазовської, Наталії Жижченко, Мирослави Гонгадзе та інших. Окрім цього, «Небайдужа» активно висвітлює теми боротьби з домашнім насильством.
еРубрика — про діджиталізацію та технологічні рішення.
Кейси — рубрика про історії підприємців, соціальних ініціатив та практики, варті поширення.
УрбанРубрика — присвячена розвитку міст та міським практикам.